# 명탐정 코난 주제가집
《명탐정 코난 주제가집》(일본어: 名探偵コナン主題歌集 메이탄테이 코난 슈다이카슈[*])는 아오야마 고쇼 원작의 텔레비전 애니메이션 명탐정 코난의 주제가집이다.

## 개요
- 당시의 폴리그램 그룹(현: 유니버설 뮤직 재팬)이 담당한, 첫 번째 및 두 번째 오프닝 · 엔딩곡과, 삽입곡이 수록되어있다.
- 〈Feel Your Heart〉는 TV 방송에서 사용된 짧은 버전이 수록되어있다.
- 다음 음반 이후의 주제가집은 비그램 레코드계 레이블로부터 발매되며, 《THE BEST OF DETECTIVE CONAN》라고 이름을 걸고 있지만, 같은 시리즈에서는 해당 음반의 노래가 수록되어있지 않다. 해당 음반과 THE BEST OF DETECTIVE CONAN 시리즈를 모으면, 〈TRUTH~A Great Detective of Love~〉 이외의 주제가를 모을 수 있다. 또한, 폴리그램이 담당한 명탐정 코난의 주제가에는 극장판 《명탐정 코난: 시한장치의 마천루》가 따로 존재하지만, 여기서는 《THE BEST OF DETECTIVE CONAN ~The Movie Themes Collection~》에 수록되고 있다.

## 수록 내용
| #            | 제목                                                 | 작사                          | 작곡                           | 편곡  | 재생 시간 |
| ------------ | ---------------------------------------------------- | ----------------------------- | ------------------------------ | ----- | --------- |
| 1.           | 〈胸がドキドキ / 가슴이 두근두근〉 (↑THE HIGH-LOWS↓) | 코모토 히로토 마시마 마사토시 | 코모토 히로토 마시마 마사토시  | 4:12  |           |
| 2.           | 〈そばにいるから / 곁에 있으니까〉 (↑THE HIGH-LOWS↓) | 코모토 히로토 마시마 마사토시 | 코모토 히로토, 마시마 마사토시 | 5:25  |           |
| 3.           | 〈STEP BY STEP〉 (ZIGGY)                             | 모리시게 주이치               | 모리시게 주이치                |       |           |
| 4.           | 〈HAPPY END〉 (ZIGGY)                                | 모리시게 주이치               | 모리시게 주이치                |       |           |
| 5.           | 〈Feel Your Heart (TV OPENING EDIT)〉 (벨벳 가든)    | 무로이 미키                   | 카와조에 토모히사              | 2:32  |           |
| 6.           | 〈迷宮のラヴァーズ / 미궁의 연인들〉 (히스)          | 모리 유키노조                 | 히스                           | 4:06  |           |
| 총 재생 시간 | 총 재생 시간                                         | 총 재생 시간                  | 총 재생 시간                   | 23:57 |           |